# Arany utcácska

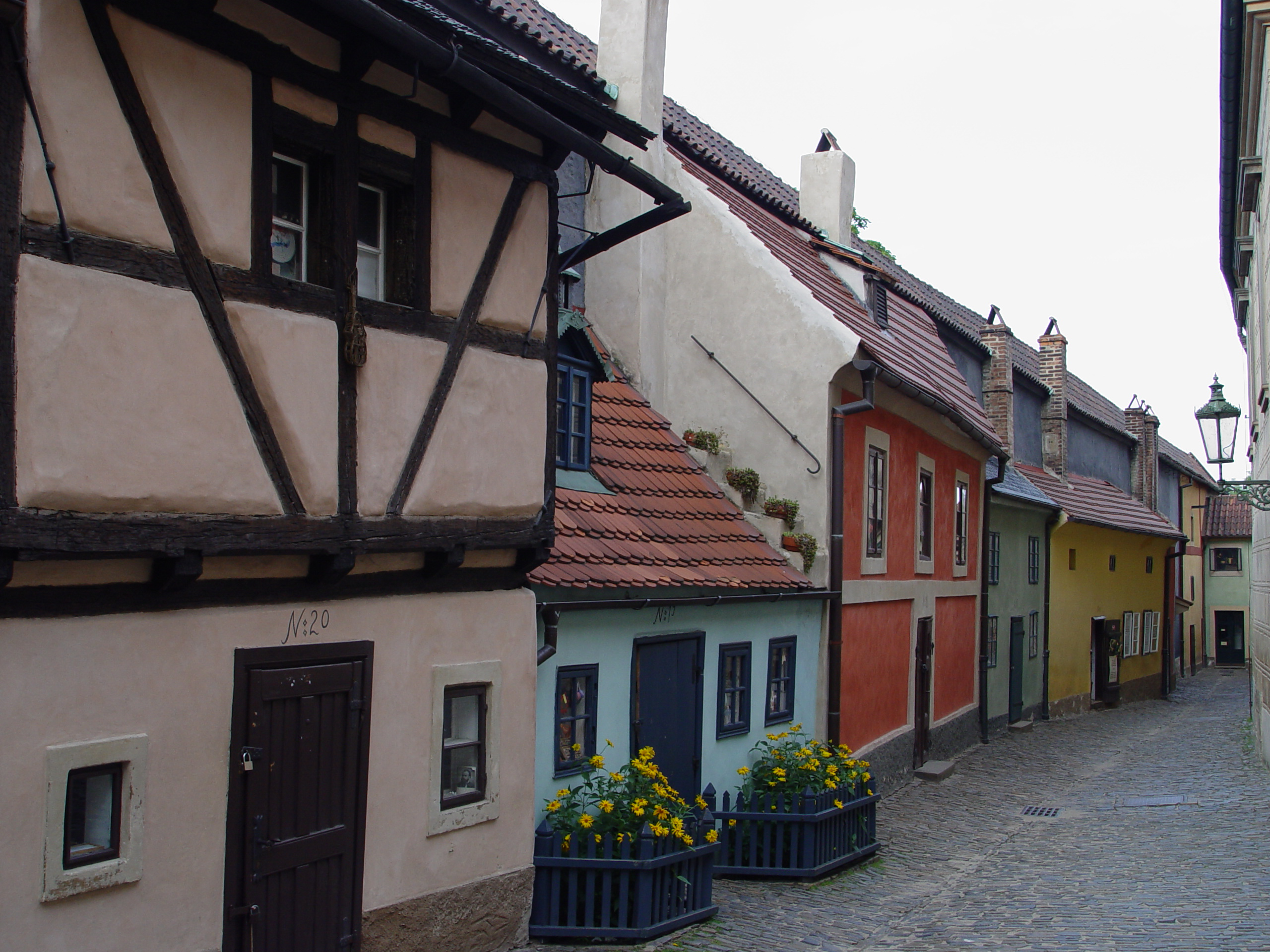
Az Arany utcácska

Az Arany utcácska (csehül Zlatá ulička) a prágai vár egy kis utcája a Fehér torony és a Daliborka torony között. A legenda szerint az „Arany” nevet a 16. századi alkimistákról kapta, akik állítólag itt próbáltak aranyat csinálni, a valóságban az alkimisták a Mihulka-toronyban dolgoztak, az utcát az itt jóval később élő aranyművesekről nevezték el. Mindez persze nem zavarja a legendák kedvelőit: az itteni aranycsinálókról azóta is születnek újabb és újabb történetek.
Az utcácska elnevezést nem annyira rövidségének köszönheti, hanem annak, hogy házai rendkívül kicsik, mintha csak törpéknek készültek volna.

## Története
Az utcában eredetileg huszonnégy, manierista stílusú ház állt; ezeket a vár őrzői számára építették a 16. század végén, a vár új északi falának felhúzása után, amikor II. Rudolf helyet adományozott a várőrség íjászlakásai számára. Az íjászok azonban huszonnégyen voltak, és az adományozott telken nem fért el huszonnégy normális méretű ház, tehát a várvédőknek nagyon kis házacskákba kellett költözniük családostól. Az uralkodó megtiltotta a házak elidegenítését, miként azt is, hogy azokból (a várfalon) ablakot nyissanak a Szarvas-árokra.
Eleinte Íjászok utcájának nevezték, az aranyművesek később költöztek ide, amikor a várat már nem íjászok őrizték. – ez idő tájt még Aranymívesek utcácskájának hívták, ez rövidült idővel a ma is használt alakra. II. Rudolf halála után az előírások apránként enyhültek, és időnként el-elbontottak egy-egy házat – 1657-re már csak 14 maradt. Az aranyművesség divatja múltán az utca lakossága rendkívül tarkává vált: művészek, papok, szolgák laktak egymás mellett. Az első Csehszlovákia felismerte a vár utolsó megmaradt lakóházainak eszmei értékét, és átalakítási tilalmat rendelt el. Mivel azonban pénzt nem adtak az épületek állagának megóvására, az egyre romlott, és a környék nyomornegyeddé vált. A II. világháború után az utcát állami tulajdonba vették, azóta nem lakik itt senki. 1950 körül a házakat felújították és élénk színűre festették.
A 22. számú házban lakott 1916 novemberétől 1917 márciusáig Franz Kafka. Testvére, Ottla azért bérelte ki neki a házat, hogy nyugodt körülmények között írhasson. Emlékét a házon tábla örökíti meg.
1929-ben itt élt Jaroslav Seifert, aki 1977-ben a Charta ’77 egyik aláírója volt, 1984-ben pedig irodalmi Nobel-díjat kapott. Azt a házat mára lebontották.

## Mai állapota és látogatása
A belépődíjjal látogatható kis, illetve nagy várkör része. A külön ide szóló belépővel egyúttal a Daliborka torony is megtekinthető. Amikor a vár zárva van, ingyen megtekinthető, de ilyenkor nem léphetünk be a házakba. A megmaradt 16 házból 9-ben ma az utca kialakításától 1950-ig eltelt négy évszázad történetét életképekkel bemutató kiállítást tekinthetünk meg. Az alkimista kivételével minden ábrázolt személy valós, miként a konkrét személyek történetei is. Az egyes házakban látható:
- 13. ház: a legöregebb prágai polgár és háztartása – az úgynevezett vörös lövészek (muskétások) voltak a vár kapuőrei;
- 14. ház: a híres-nevezetes prágai jósnő, Matylda Průšová háza;
- 15. ház: egy aranyműves műhelye;
- egy kocsma;
- egy gyógynövénybolt;
- Kazda úr, az amatőr filmtörténész, aki a kortárs cseh filmművészet több kiemelkedő alkotásának egy-egy kópiáját menekítette és rejtette el a második világháború alatt a német megszállók elől;
- a 12. ház lépcsőházából a Daliborka torony előtti teraszra juthatunk ki.

Az alkimista laboratóriumot a Fehér toronyban rendezték be.
Több házikóban emléktárgyakat vásárolhatunk, köztük az utca leghíresebb lakója, Franz Kafka könyveit — az író nővérével lakott itt 1916-ban.
A háztetők fölött húzódik a várfal egykori gyilokjárója, amin most középkori vérteket mutatnak be. Ezekhez a Fehér toronyból vagy a Daliborka torony melletti zöld házból mehetünk fel.
Ebből az utcácska végéből érhető el a Daliborka torony, ami egykor a nemesek börtöne volt.
Nyitvatartása:
- áprilistól októberig naponta 9:00–17:00,

- márciusban és novemberben naponta 9:00–16:00.[7]

## Galéria

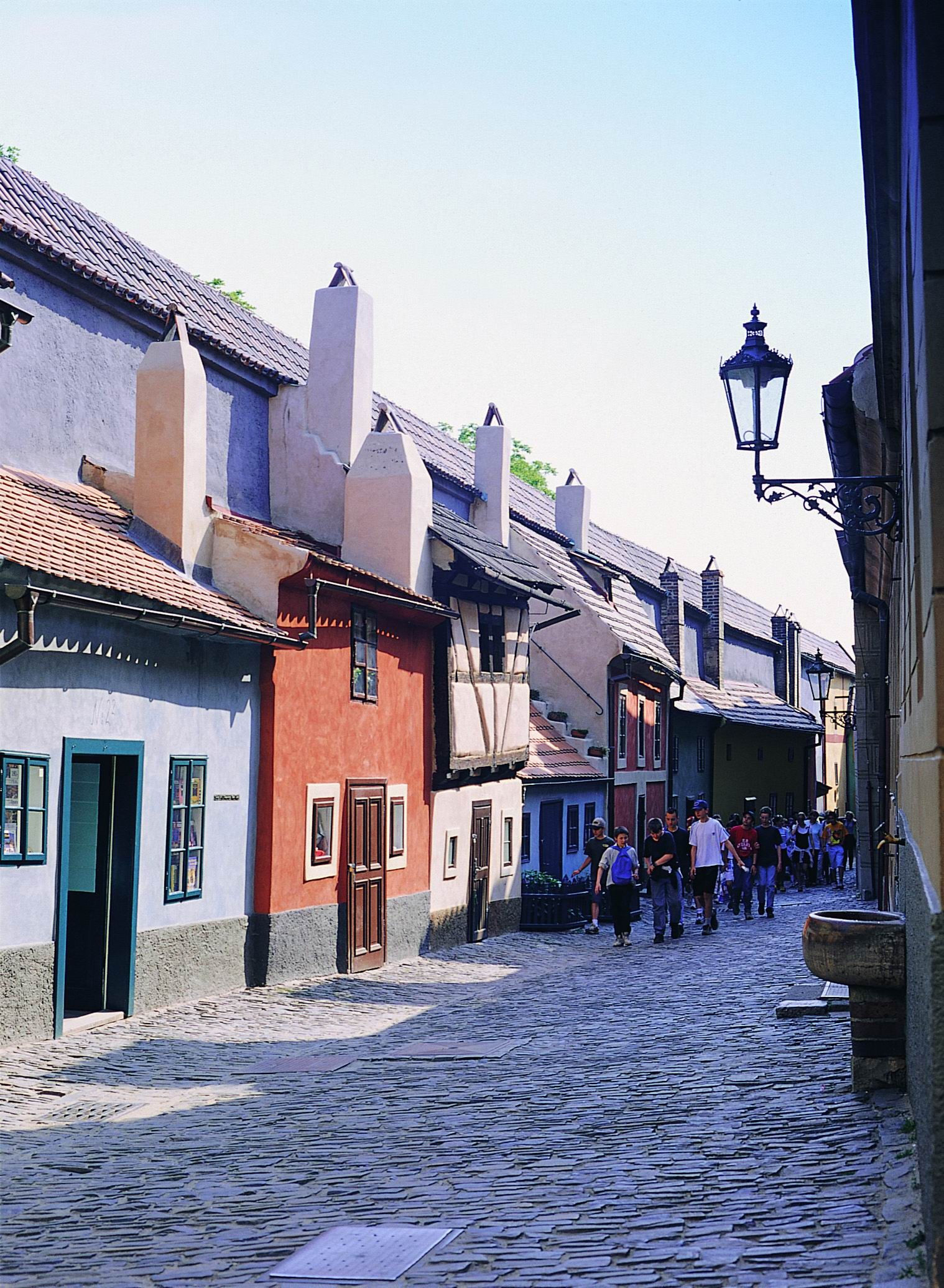
Az utcácska
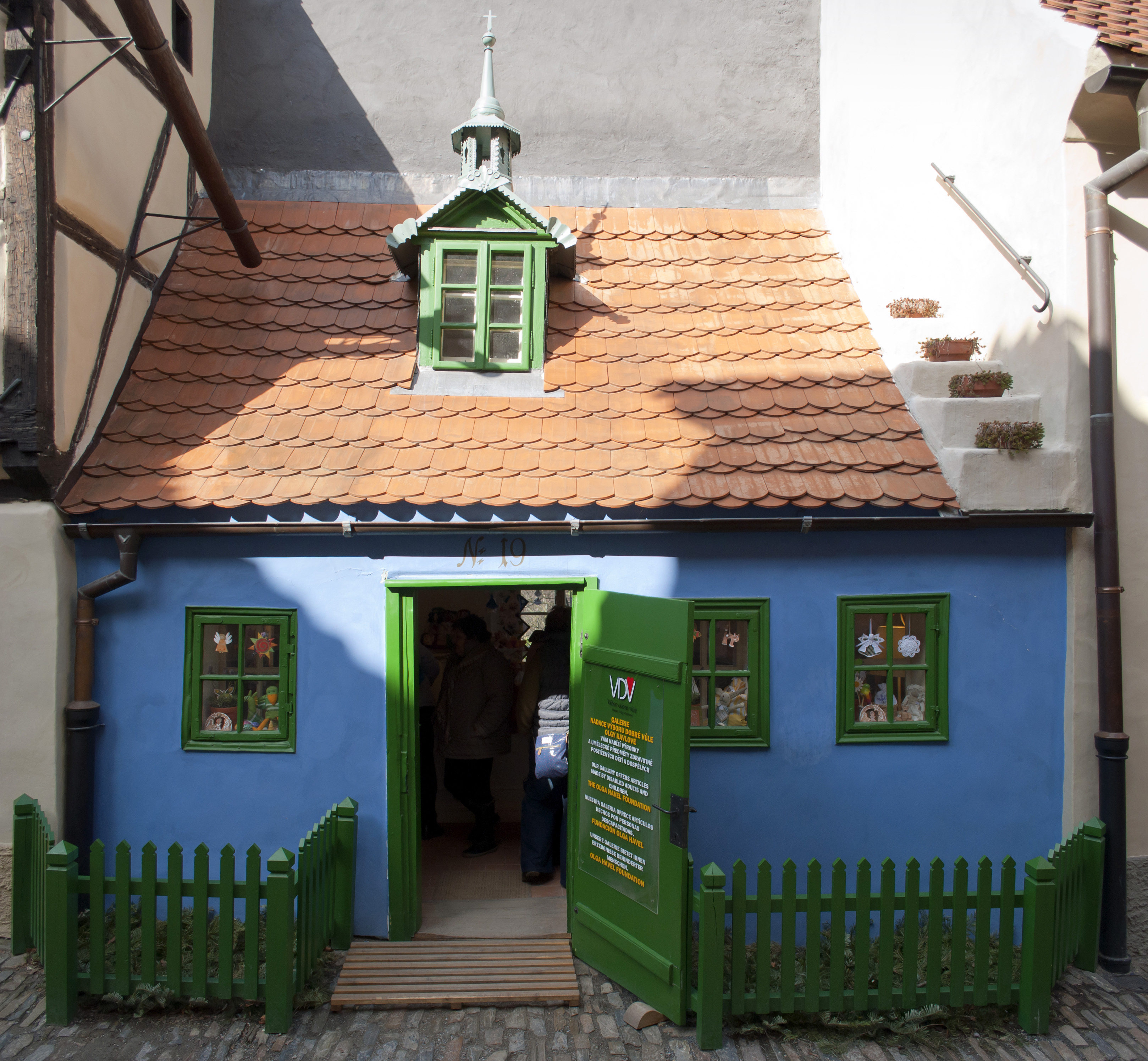
A 2-es számú ház
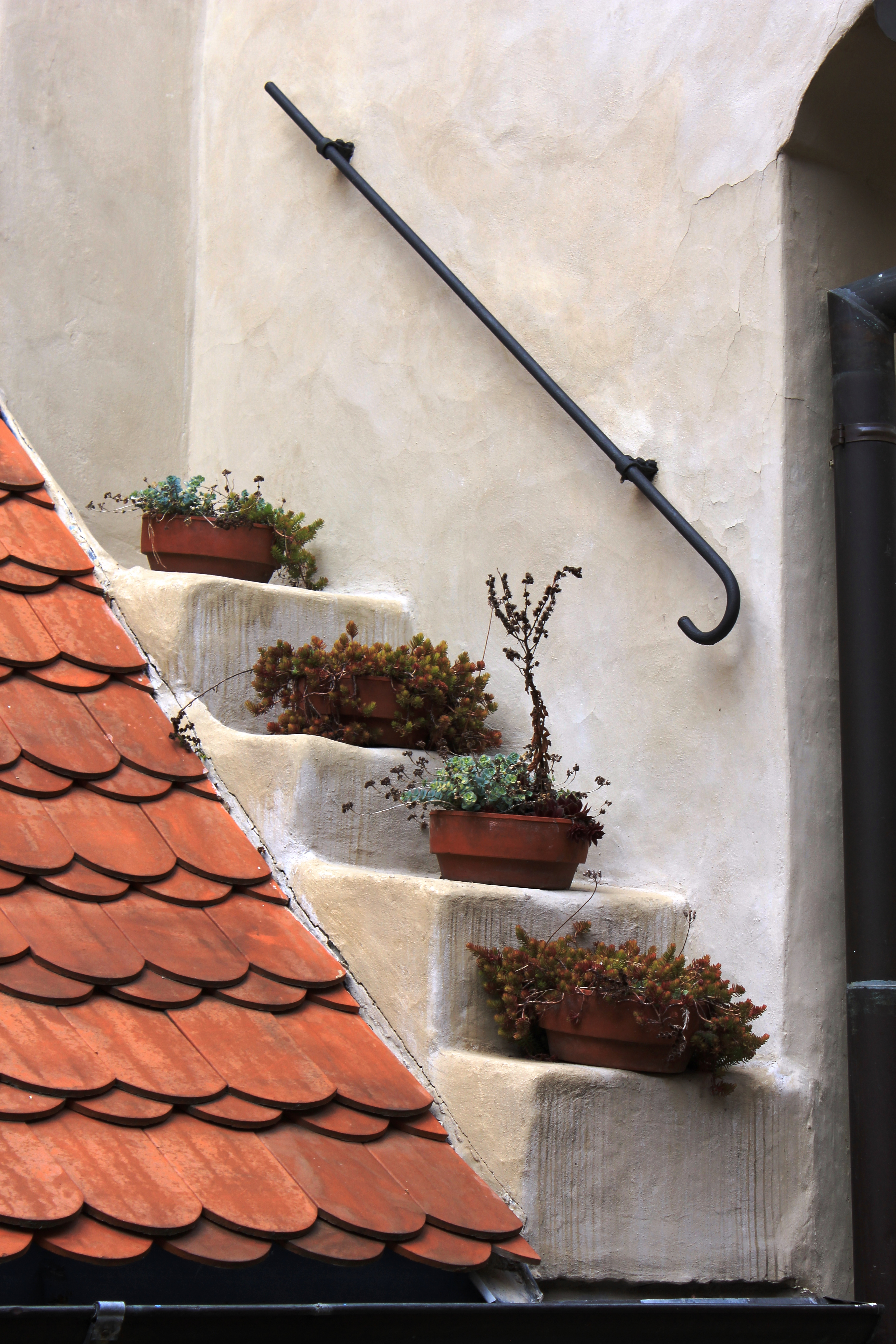
Utcarészlet
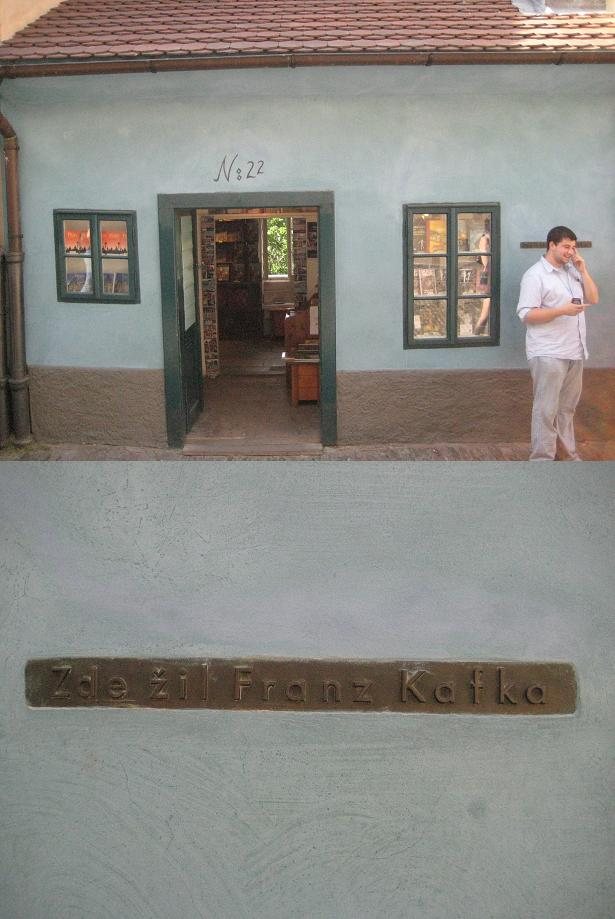
Franz Kafka háza
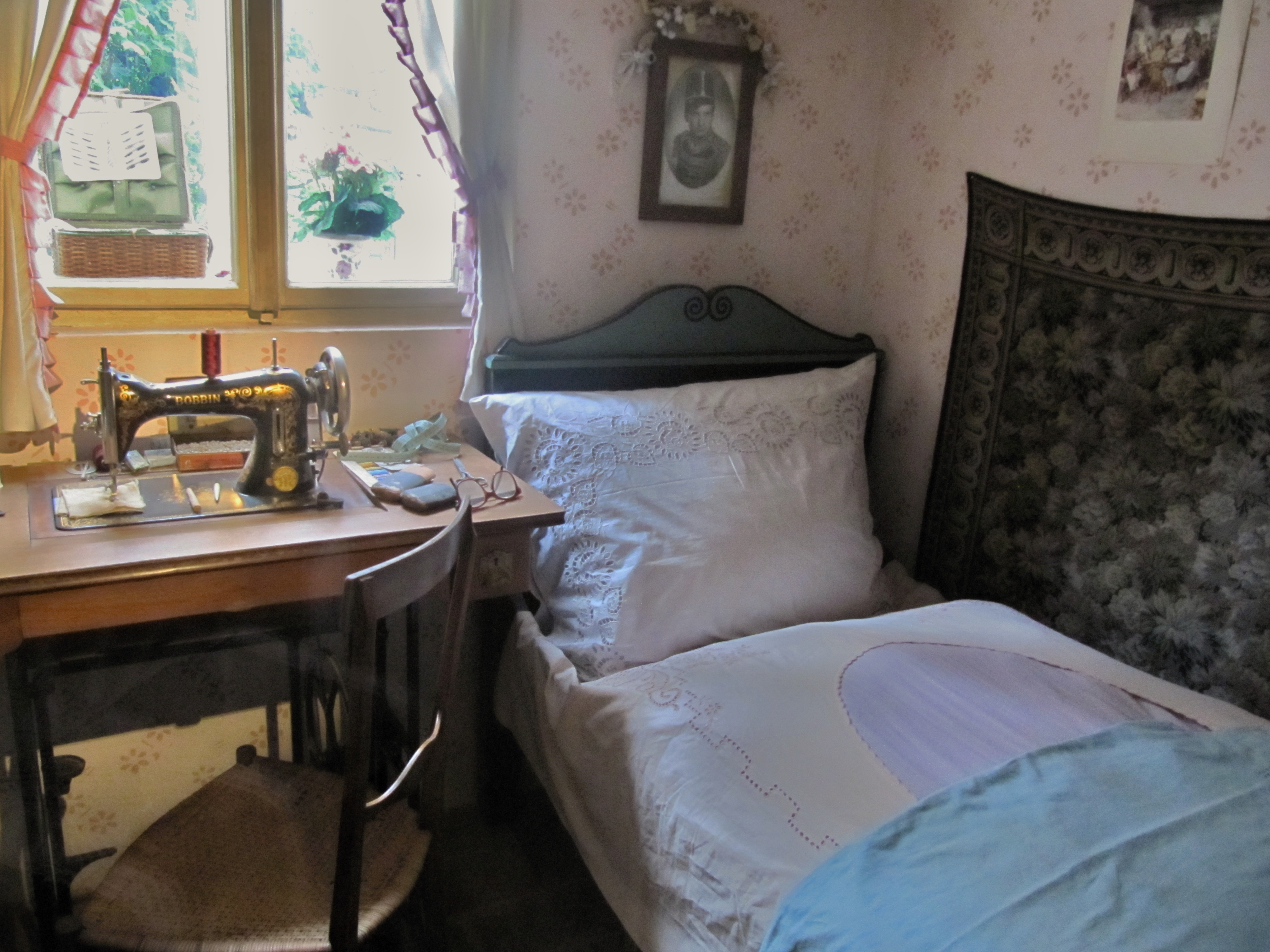
A 26-os számú ház belseje
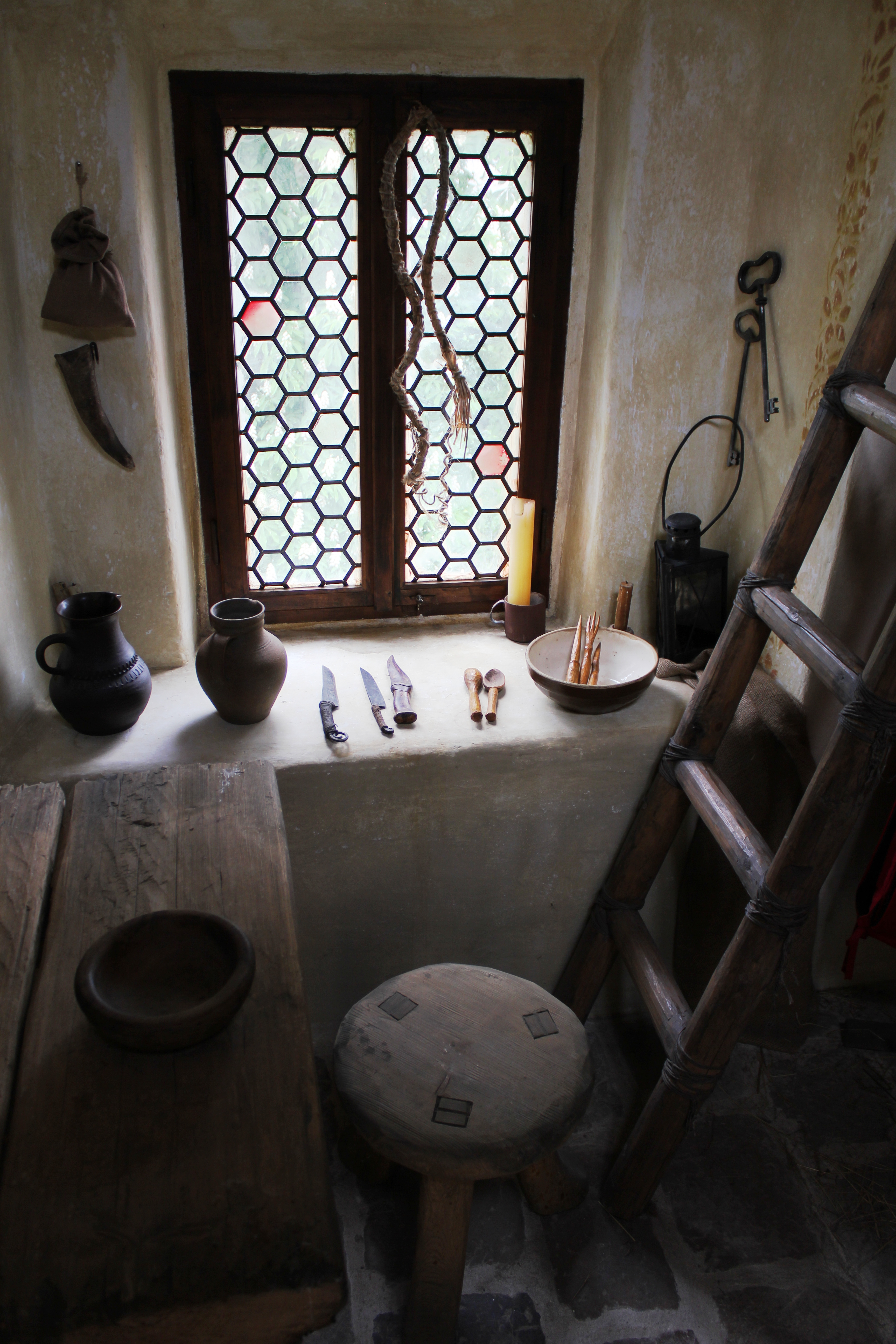
Házbelső